# 小田川義和
小田川 義和（おだがわ よしかず、1954年または1955年 - ）は、日本の労働運動家、法務局職員。全法務中国地本書記長、国公労連書記長を経て全国労働組合総連合 (全労連) 議長。

## 人物・経歴
島根県木次町 (現・雲南市) 生まれ。高校卒業後、広島法務局に採用され、三次支局に勤務。人権関係を長く担当。全法務省労働組合 (全法務) では、21歳で広島支部書記長、29歳から中国地方本部書記長を務めた。日本国家公務員労働組合連合会 (国公労連) では広島県国公事務局長を務め、県労連や広島地域労連の準備会の中心を担い、JRのローカル線存続など幅広く地域での運動に関わった。1991年 国公労連中央執行委員。同調査部長、同書記次長を経て同書記長。2006年 第22回全労連定期大会で事務局長就任。後に全労連議長。平和・民主・革新の日本をめざす全国の会 (全国革新懇) 代表世話人。2020年7月 小畑雅子を後任に全労連議長を退任し顧問に就任。なお、小畑は全労連初の女性議長となった。議長退任後も「平和といのちと人権を！５・３憲法大集会」の実行委員会共同代表など活動を続けている。

## 発言・主張
- 野党共闘 (2016年時) に賛成、安倍晋三政権に反対[6]
- 原子力発電に反対。日本全国各地で原発反対集会を推進[7]
- 日本の集団的自衛権に反対[8]